# خانه هدایت کرج
خانهٔ هدایت اسلامی (بنگاه خیریهٔ گل یاس) کرج مرکزی خصوصی زیر نظر بنیاد نور بود که به نگهداری بیش از یک هزار دختر (با سن ۷ سال به بالا) طی چند سال دوران فعالیت خود می‌پرداخت. با فرار یکی از دختران از این مرکز و مراجعه به مطبوعات و دفتر محمد خاتمی، گزارش‌هایی در رسانه‌ها منتشر شد که حاکی از سوءاستفادهٔ جنسی از دختران در سنین مختلف، ربودن دختران، بهره‌گیری جنسی رئیس دادگاه انقلاب کرج و برخی دیگر از مقامات بلندپایه از دختران، معتاد کردن و تجارت آنان داشت.
این مرکز زیر نظر بنیاد نور متعلق به سید علی حسینی‌پور اداره می‌شد.

## دستگیری متهمان
فعالیت این مرکز پس از آن فاش شد که والدین یک دختر با ارائهٔ شکایتی اعلام کردند که دختر ۱۷ ساله‌شان پس از ربوده شدن به مرکزی به‌نام خانهٔ هدایت در کرج منتقل شده و مسئولان این مرکز از تحویل دادن دخترشان خودداری می‌کنند. با تحقیقات پلیس مشخص شد که ده‌ها دختر دیگر نیز به عناوین مختلف به این مرکز آورده شده‌اند.
رسانه‌ها از دستگیری برخی دیگر از مسؤولان این مرکز به اتهام ربودن دختران، سوءاستفاده و انتقال آنان به کویت و دبی خبر دادند.
در میان متهمان پرونده؛ دادگاه تنها هادی منتظری مقدم رئیس دادگاه انقلاب کرج و از مسئولان مرکز را به حدود ده سال حبس و شلاق محکوم کرد و احکام سایر متهمان به جزای نقدی تبدیل شد. اتهامات وی در دادگاه: توقیف و نگهداری دختر ۱۷ ساله‌ای به نام «سمن»، اعمال نفوذ برخلاف حق و مقررات قانونی در جهت اداره کردن مؤسسهٔ غیرقانونی «گل یاس» کرج (خانهٔ هدایت)، مشارکت در تحویل ندادن نوزادان بدون سرپرست به خانواده‌هایشان، اخذ رشوه به مبلغ ۵ میلیارد ریال، مشارکت در جلب و توقیف و حبس غیرقانونی چهار فرد و جعل عنوان «قاضی ویژهٔ مواد مخدر» اعلام شد.
پس از آزادی وی با قید وثیقه، رسانه‌ها از ناپدید شدن دختری که با مراجعه به مطبوعات وضعیت این مرکز را افشا کرده بود گزارش دادند. مسائل مربوط به ۱۹ دختر ۷ تا ۲۰ ساله‌ای که در این مرکز نگهداری می‌شدند در دادگاه مسکوت گذاشته شد.